# Limone sul Garda
Limone sul Garda (en gardesano: Limù) és una ciutat i comune de la província de Brescia, a la Llombardia (nord d'Itàlia), a la riba occidental del llac de Garda.
Malgrat la presència de famosos cultius de llimones, el nom de la ciutat probablement deriva de l'antic lemos (om) o limes (en llatí: límit, referint-se a les comunes de Brescia i el bisbat de Trento). Entre 1863 i 1905 la denominació del comune era Limone San Giovanni.
El 13 de setembre de 1786, el famós poeta alemany J. Wolfgang Goethe va passar pel poble en vaixell i va descriure amb aquestes paraules els seus jardins de llimoners:
"Vam passar per Limone, els jardins de muntanya del qual, disposats en forma de terrasses i plantats amb arbres de llimona, tenen un aspecte net i ric. Tot el jardí consisteix en fileres de pilars blancs quadrats col·locats a certa distància els uns dels altres, i que s'eleven per la muntanya en graons. Sobre aquests pilars hi ha bigues fortes, perquè els arbres plantats entre ells puguin estar protegits a l'hivern. La vista d'aquests objectes agradables es va veure afavorida per un pas lent, i ja havíem passat Malcesine quan el vent va canviar sobtadament, va prendre la direcció habitual durant el dia i va bufar cap al nord."
(Viatge a Itàlia, J. Wolfgang Goethe, 1816–17)
Fins a la dècada del 1940, només es podia arribar a la ciutat per llac o a través de les muntanyes, i la carretera a Riva del Garda es va completar el 1932, però avui dia Limone és una de les destinacions turístiques més famoses de la zona.

## Govern municipal
Limone està governat per un alcalde (sindaco) que compta amb el suport de dos òrgans principals: el consiglio comunale, de caràcter legislatiu, i la giunta comunale, amb funcions executives. Des del 1995, tant l’alcalde com els membres del consiglio comunale són escollits directament pels ciutadans residents. Abans d’aquesta data, entre el 1945 i el 1995, l’alcalde era elegit pel mateix cos legislatiu. Després d'aquesta data, l'alcalde l'escullen els ciutadans, primer, cada quatre anys i després cada cinc.
La giunta comunale està presidida per l’alcalde, que en designa els membres, coneguts com a assessori. Les oficines de l’ajuntament es troben en un edifici que habitualment s’anomena municipio o palazzo comunale.

## Salut i genètica
El 1979, uns investigadors van descobrir que les persones de Limone posseïen una forma mutant d'apolipoproteïna (anomenada ApoA-1 Milano) a la sang, que induïa una forma saludable de colesterol d'alta densitat, cosa que resultava en un menor risc d'aterosclerosi i altres malalties cardiovasculars.
Sembla que la proteïna ha donat als residents del poble una longevitat extrema: una dotzena dels que hi viuen tenen més de 100 anys (d'un total d'uns 1.000 habitants). L'origen de la mutació s'ha rastrejat fins a una parella que va viure a Limone al segle XVII. S'han dut a terme investigacions per desenvolupar tractaments farmacèutics contra les malalties del cor basats en la imitació dels efectes beneficiosos de la mutació ApoA-1.

## Galeria

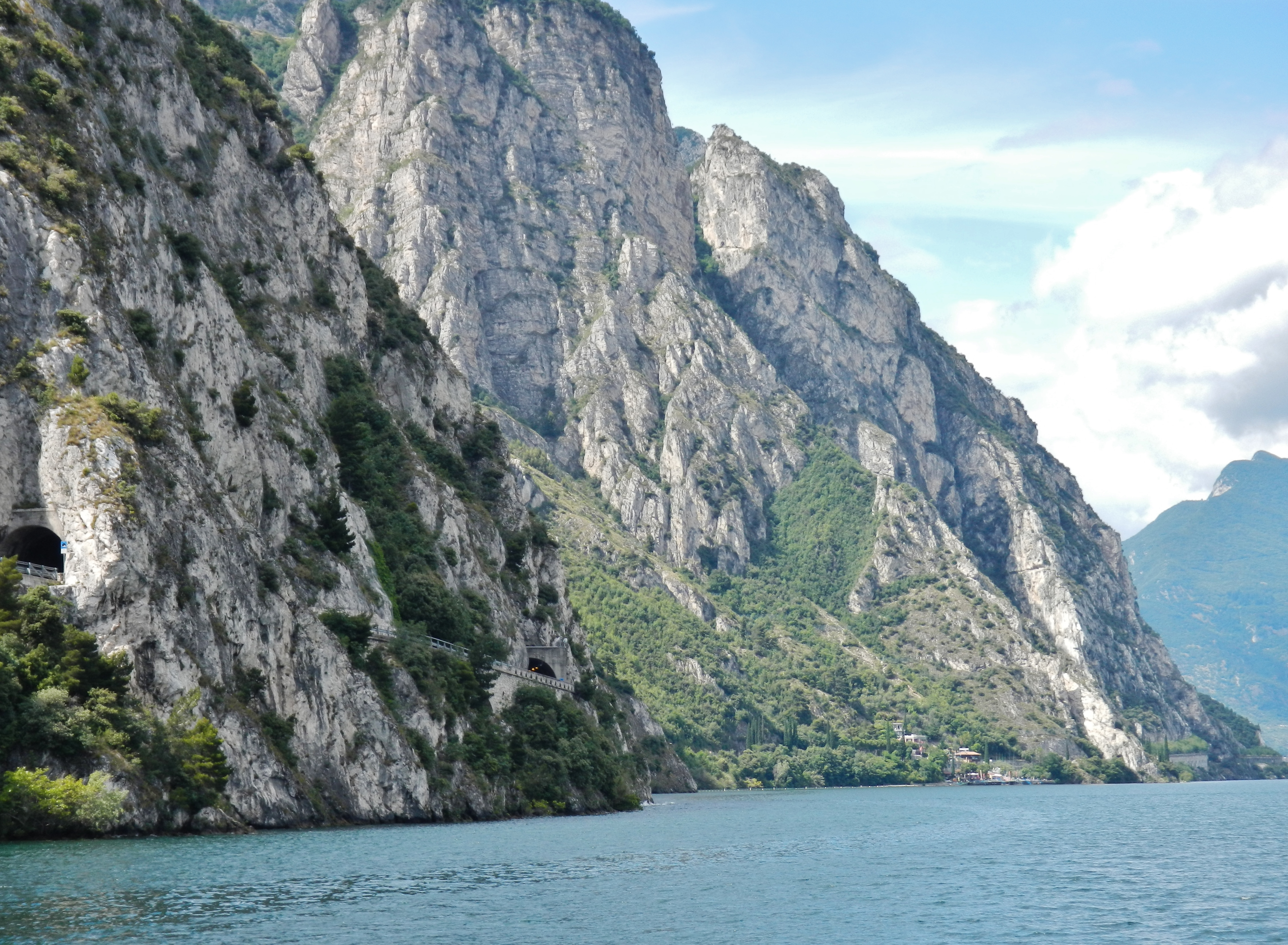
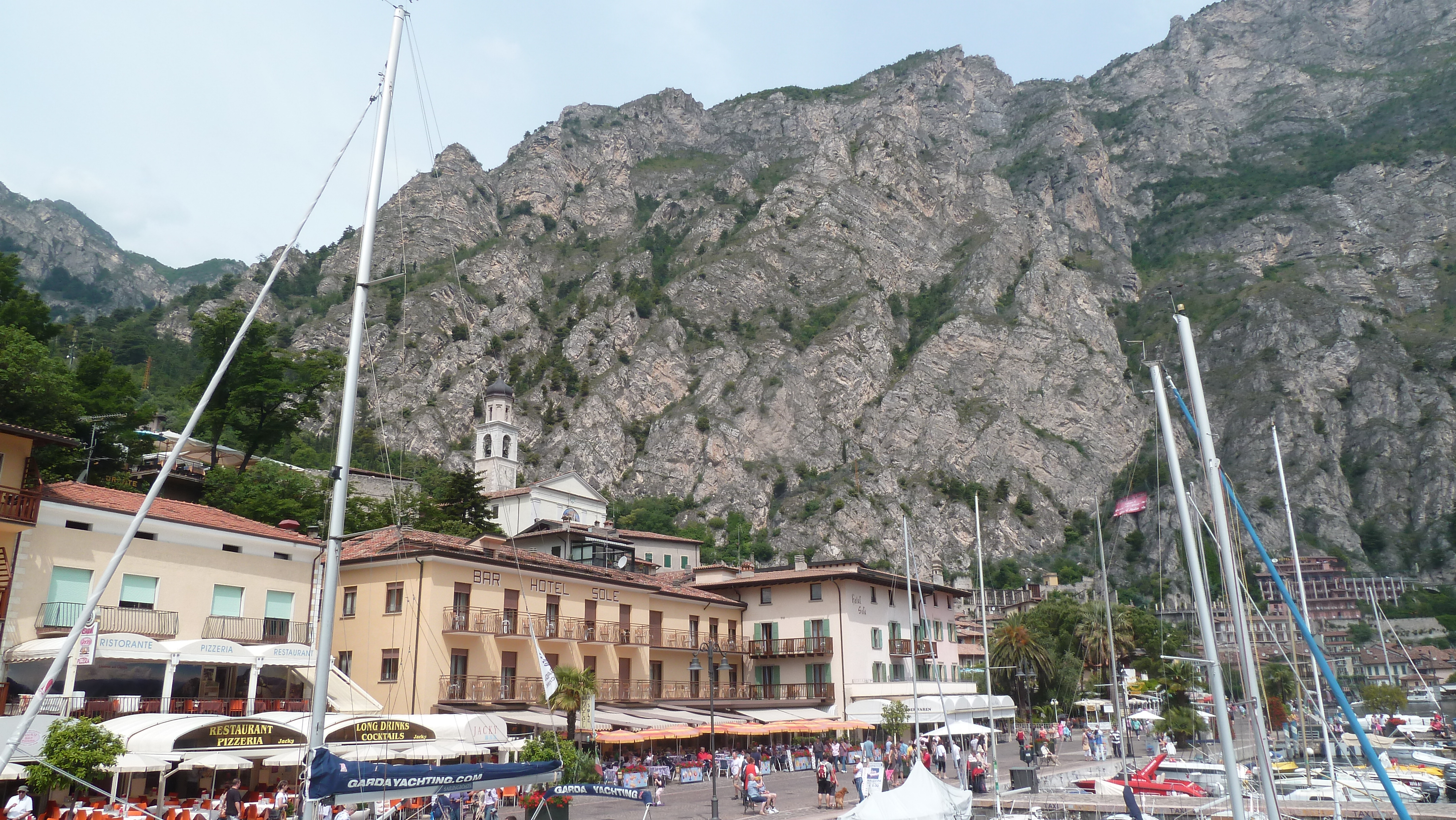
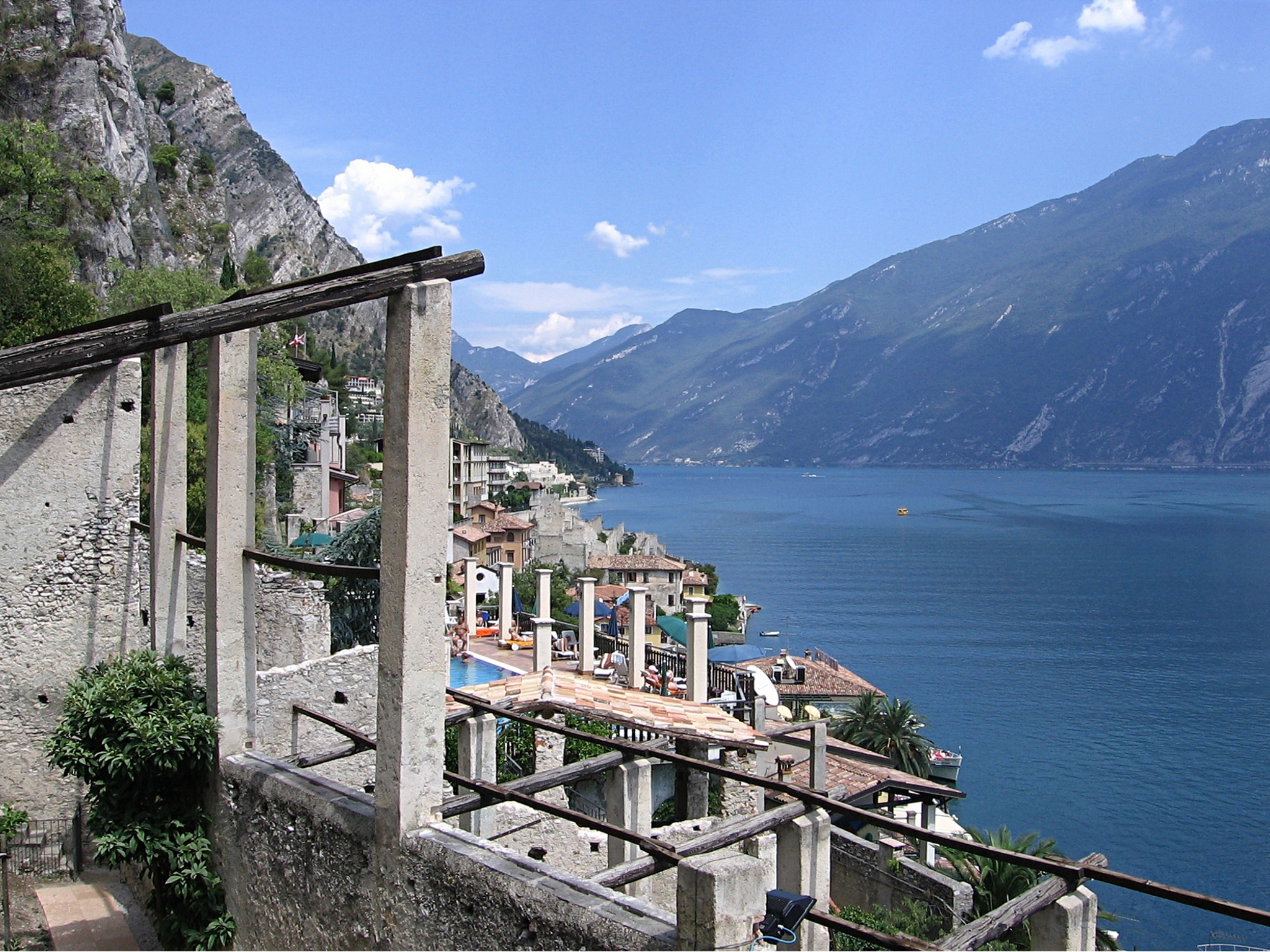
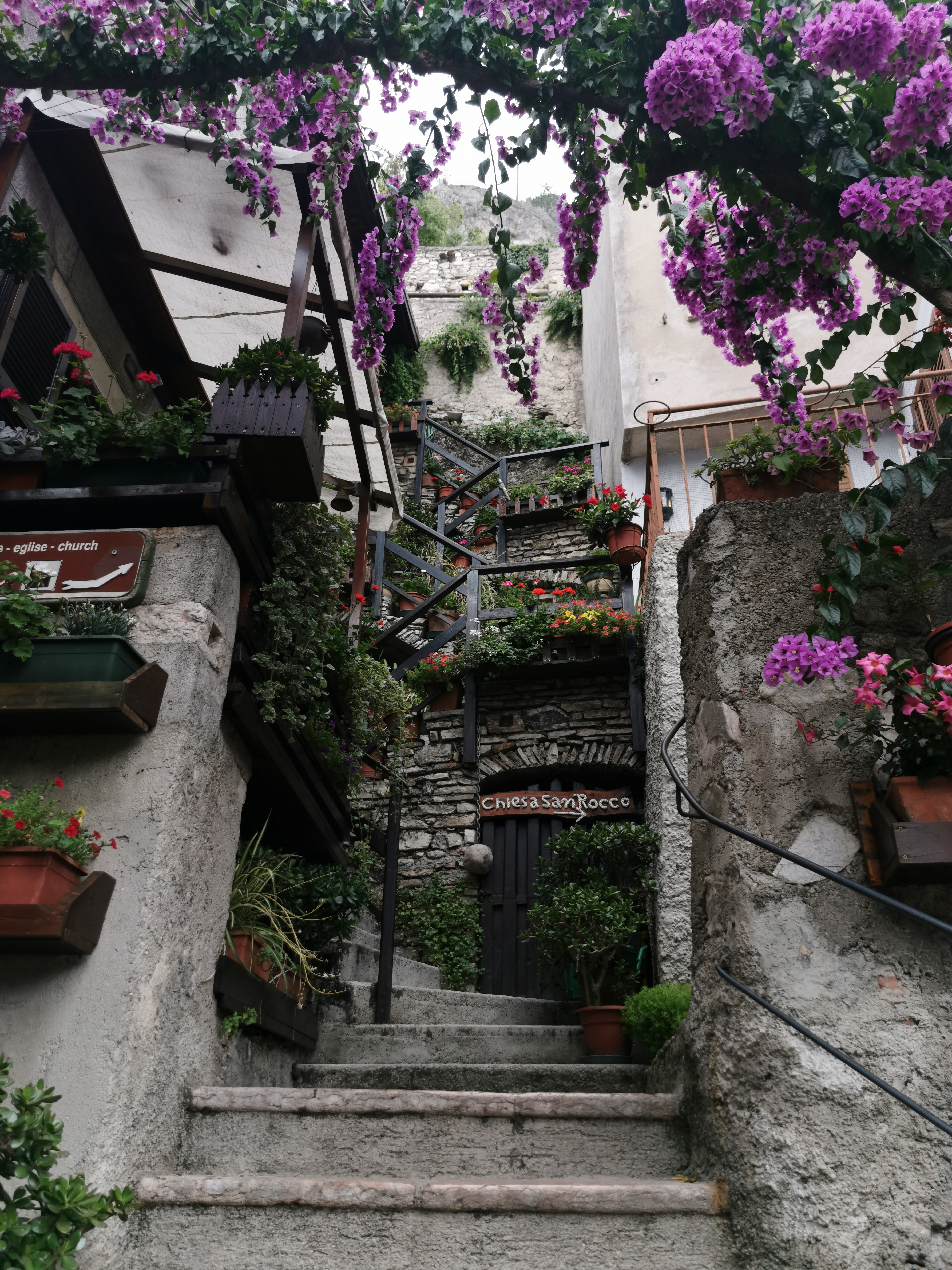
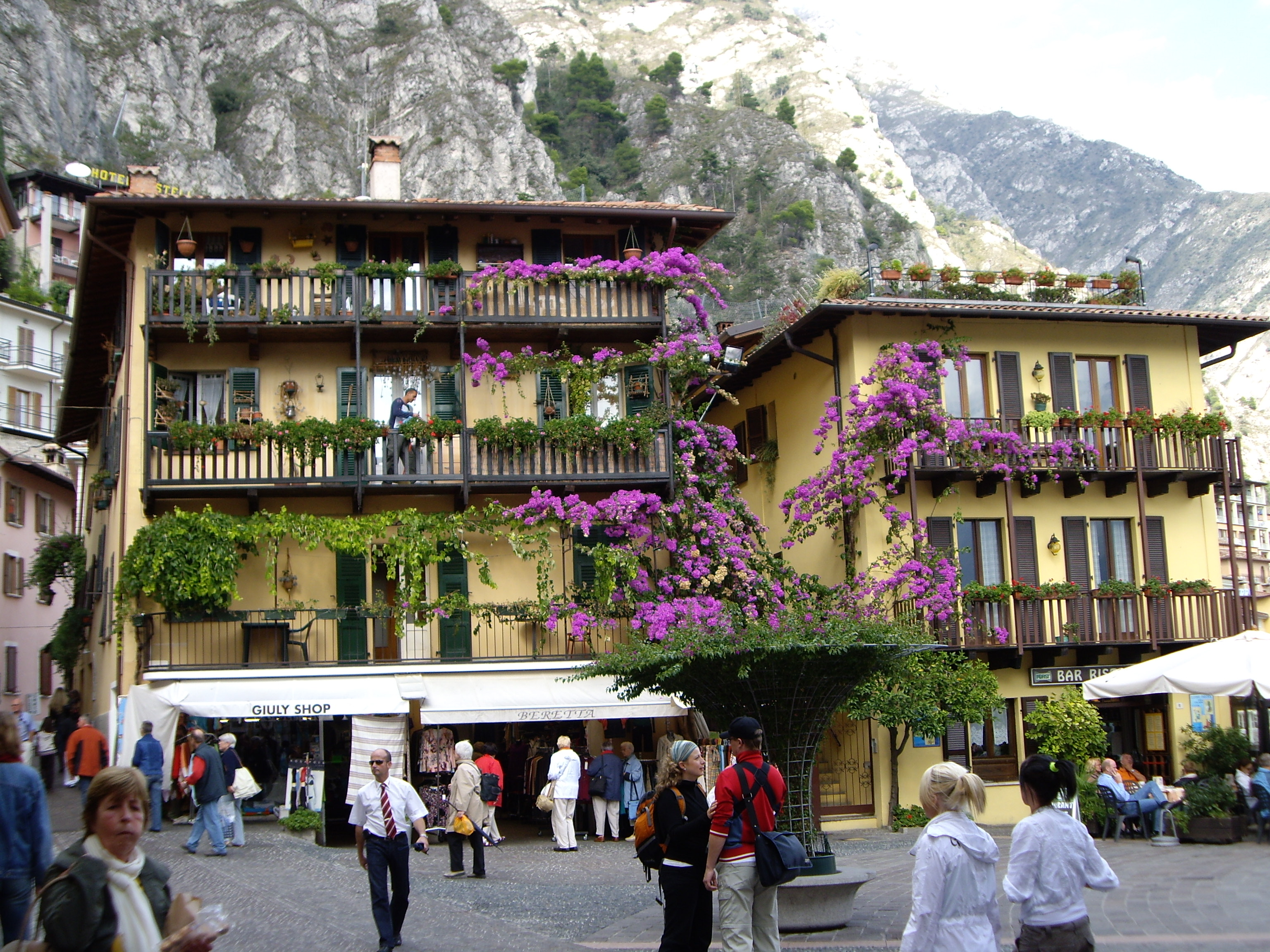
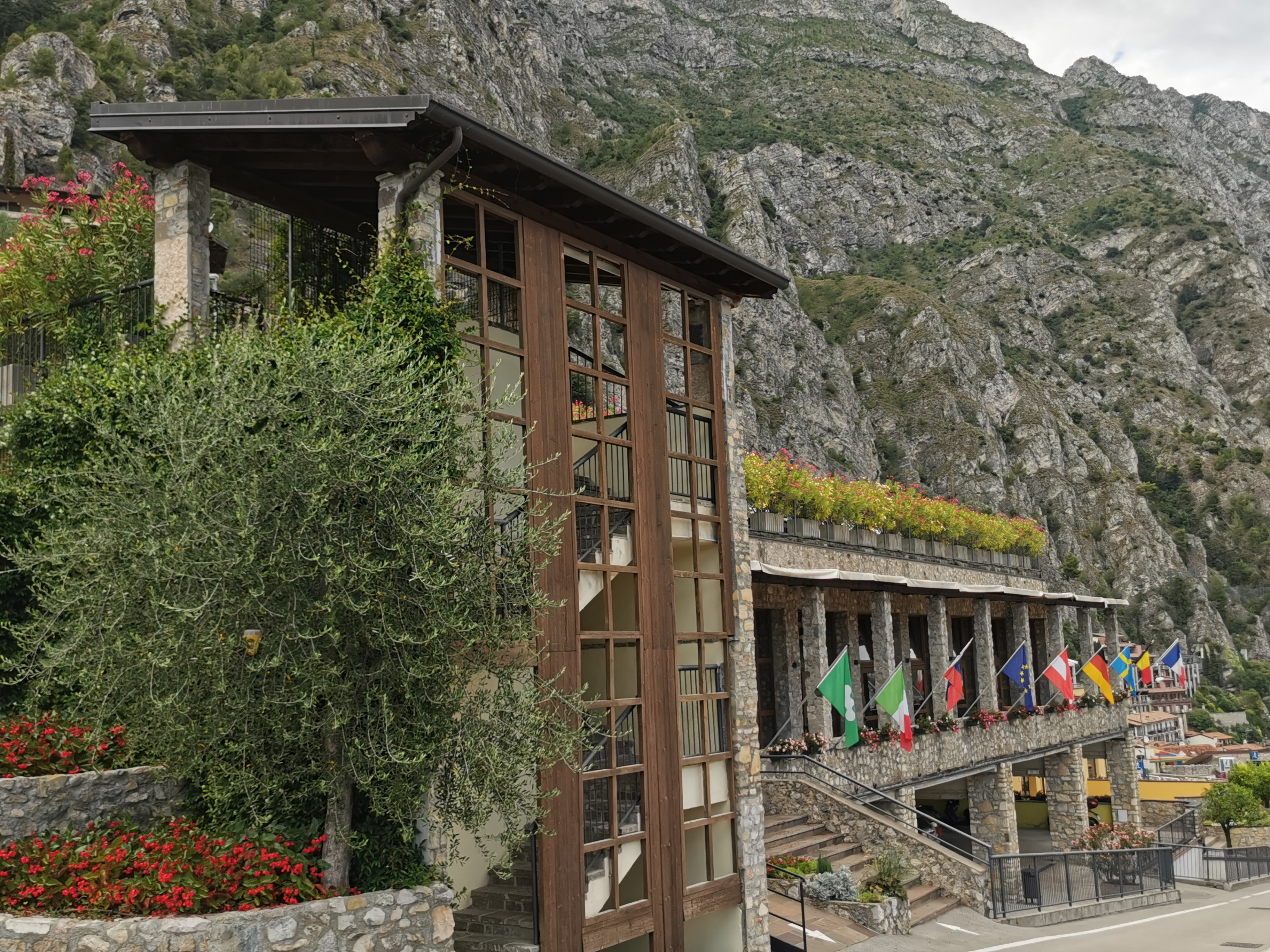